# Xanthidae
Xanthidae је породица ракова која је још позната као Блатни рак, шљунковитим рак и Рушевински рак. Они су често јарке боје и отровни су. Када се припремају за јело, мора се отклонити отровни део. 
Било је много ракова који су били укључени у ову породицу, но зоолози су многе преместили у друге породице. У ову породицу се убрајају 572 врсте ракова који су подељени у 133 рода.